# Platysoma gracile
Platysoma gracile är en skalbaggsart som beskrevs av J. E. Leconte 1845. Platysoma gracile ingår i släktet Platysoma och familjen stumpbaggar. Inga underarter finns listade i Catalogue of Life.